# Die Fragmente der griechischen Historiker
Die Fragmente der griechischen Historiker ("I frammenti degli storici greci"), noti soprattutto con le abbreviazioni FGrH o FGrHist, è una raccolta in 16 volumi di frammenti di opere di storici greci, pubblicata a cura del filologo tedesco Felix Jacoby, a partire dal 1923, prima a Berlino e poi a Leida.

## Storia e strutturazione
L'opera, in grande parte fondata sui Fragmenta historicorum Graecorum pubblicati da Karl Wilhelm Ludwig Müller tra il 1841 e il 1872, era stata progettata inizialmente da Jacoby in cinque parti. Essa avrebbe dovuto razionalizzare l'edizione dei frammenti di Müller, con un nuovo, più rigoroso, apparato critico, la citazione del frammento nel contesto della fonte e un commentario riferentesi anche ad eventuali loci paralleli, in modo da offrire un'edizione critica dei quasi mille storiografi greci di cui si avevano notizie, ma non opere complete. Nell'opera Jacoby intendeva comprendere anche eruditi, periegeti e antiquari, storici di tipo politico (sul modello di Strabone), obliterando, in un certo qual modo, anche i precedenti Geographi Graeci Minores, anch'essi opera di Müller.  
Alla morte di Jacoby (1958), dopo trentasei anni di lavoro, erano apparsi 15 volumi, ma erano state completate solo tre parti:  
- Teil 1. Genealogie und Mythographie ("Parte 1. Genealogia e mitografia")[1]
  - A. Vorrede, Text, Addenda, Konkordanz ("Prefazione, testo, addenda, concordanze") [nn. 1-63], Weidmann, Berlin 1923; Neudr. verm. um Addenda zum Text, Nachtr. zum Kommentar, Corrigenda u. Konkordanz ("Ristampa con addenda al testo, aggiunte al commento, rettifiche e concordanze"). Leiden, Brill, 1957.
  - B. Kommentar, Nachträge ("Commentario, Supplementi").
- Teil 2. Zeitgeschichte ("Parte 2. Storia universale")[2]
  - A. Universalgeschichte und Hellenika ("Storia universale e Hellenikà") [nn. 64-105], Berlin, Weidmann, 1926.
  - B. Spezialgeschichten, Autobiographien und Memoiren, Zeittafeln ("Storie speciali, autobiografie e memorie, tavole cronologiche") [nn. 106-261], Berlin, Weidmann, 1926-1930.
  - C. Kommentar zu Nr. 64 - 105 ("Commento ai nn. 64 - 105"). Berlin, Weidmann, 1926.
  - D. Kommentar zu Nr. 106 - 261 ("Commento ai nn. 106 - 261"). Berlin, Weidmann, 1930.
- Teil 3. Geschichte von Städten und Völkern (Horographie und Ethnographie) ("Parte 3. Storia di città e popoli (orografia ed etnografia)")[3]
  - A. Autoren über verschiedene Städte (Länder) ("Autori su varie città (paesi)") [nn. 262-296]. Leiden, Brill, 1940.
  - A. Kommentar zu Nr. 262 - 296 ("Commento ai nn. 262 - 296"). Leiden, Brill, 1943.
  - B. Autoren über einzelne Städte (Länder) ("Autori su singole città (paesi)") [nn. 297-607]. Leiden, Brill, 1954.
  - B (Suppl.) A commentary on the ancient historians of Athens ("Commento sugli antichi storici di Atene") - Vol 1. Testo. Leiden, Brill, 1954.
  - B (Suppl.) A commentary on the ancient historians of Athens ("Commento sugli antichi storici di Atene") - Vol 2. Note, addenda, rettifiche, indice. Leiden, Brill, 1954.
  - B. Kommentar zu Nr. 297 - 607. Text - Noten ("Commento ai nn. 297 - 607. Testo - Note"). Leiden, Brill, 1955.
  - C. Autoren über einzelne Länder. - Bd. 1. Ägypten - Geten ("Autori su singoli paesi. - Vol. 1: Egitto - Geti") [nn. 608A - 708]. Leiden, Brill, 1958.
  - C. Autoren über einzelne Länder. - Bd. 2. Illyrien - Thrakien ("Autori su singoli paesi. - Vol. 2: Illiria - Tracia") [nn. 709-856]. Leiden, Brill, 1958.

L'opera, rimasta incompiuta per la morte di Jacoby, prevedeva, come detto, una quarta parte, che avrebbe dovuto essere dedicata alle biografie e alla letteratura antiquaria e una quinta alla geografia storica.

Nel 1991, un gruppo di filologi coordinati da G. A. Lehmann (Colonia, poi Gottinga) e da Guido Schepens (Lovanio), si è dedicato al completamento del progetto, sotto l'egida dell'Università Cattolica di Lovanio (Belgio). Pierre Bonnechère ha pubblicato, inoltre, tre volumi di indici. Esiste, inoltre, una versione digitale dell'opera disponibile su CD-Rom e consultabile on-line.

## Organizzazione
Di ogni antico storico sono riportati Testimoni (T) e Frammenti (F), oltre ad un commento. Gli autori ed i testi portano un numero, per cui, per esempio, il riferimento bibliografico al frammento 13 di Teopompo di Chio che porta il numero 115 nell'elenco degli storici antichi, assumerà in genere in questa forma:

I commenti, in tedesco o in inglese, sono così ampi che qualche volta è stato necessario stampare le note in un volume separato. L'opera è di consultazione difficile; per esempio, i frammenti sono dotati di un apparato critico, sono annotati e commentati brevemente, ma non è fornita alcuna traduzione. Ciononostante, i FGrHist restano un riferimento irrinunciabile per i ricercatori in storia greca. Hanno permesso anche di rivelare delle fonti fino ad allora misconosciute, come gli attidografi, ossia gli autori di storie locali che riguardano l'Attica e Atene.